# Tuur Rommens
Tuur Rommens (Oud-Turnhout, 26 marzo 2003) è un calciatore belga, difensore del Westerlo.

## Carriera

### Club
Leysen è cresciuto nel settore giovanile del Genk dove ha debuttato il 27 ottobre 2021 nell'incontro di Coupe de Belgique vinto 6-0 contro il Sint-Eloois-Winkel. La stagione successiva è stato assegnato al Jong Genk in Challenger Pro League dove ha trascorso una stagione da titolare.
Il 4 luglio 2023 è stato ceduto a titolo definitivo al Westerlo.

### Nazionale
Ha giocato nelle nazionali giovanili belghe Under-17, Under-19, Under-20 ed Under-21.

## Statistiche
aggiornato al 2 maggio 2024
| Stagione        | Squadra         | Campionato      | Campionato | Campionato | Coppe nazionali | Coppe nazionali | Coppe nazionali | Coppe continentali | Coppe continentali | Coppe continentali | Altre coppe | Altre coppe | Altre coppe | Totale | Totale | Totale |
| Stagione        | Squadra         | Comp            | Pres       | Reti       | Comp            | Pres            | Reti            | Comp               | Pres               | Reti               | Comp        | Pres        | Reti        | Pres   | Reti   |        |
| --------------- | --------------- | --------------- | ---------- | ---------- | --------------- | --------------- | --------------- | ------------------ | ------------------ | ------------------ | ----------- | ----------- | ----------- | ------ | ------ | ------ |
| 2021-2022       | Genk            | D1              | 1          | 0          | CB              | 1               | 0               | UCL+UEL            | 0                  | 0                  | SB          | 0           | 0           | 2      | 0      |        |
| 2022-2023       | Jong Genk       | D2              | 31         | 1          |                 | -               | -               |                    | -                  | -                  |             | -           | -           | 31     | 1      |        |
| 2023-2024       | Westerlo        | D1              | 24         | 1          | CB              | 0               | 0               |                    | -                  | -                  |             | -           | -           | 24     | 1      |        |
| Totale carriera | Totale carriera | Totale carriera | 56         | 2          |                 | 1               | 0               |                    | 0                  | 0                  |             | 0           | 0           | 57     | 2      |        |